# Le Yaudet
Le Yaudet est un hameau de la commune de Ploulec'h qui occupe un site d'oppidum remarquable, qui fut longtemps une ville et un port important.

## Géographie
Le Yaudet occupe un promontoire escarpé entre l'embouchure du Léguer au nord et la vallée de la Vierge à l'ouest, formant un oppidum maintes fois occupé par l'homme, qui a été important dans l'histoire de la région même si ce n'est plus actuellement qu'un hameau de quelques maisons autour d'une chapelle, dépendant de la commune de Ploulec'h.

## Histoire

### Étymologie
Sur la Pointe du Yaudet, à l'embouchure du Léguer, naquit une cité d'importance, connue au Moyen Âge sous le nom de « Vetus Civitas », « Vieille Cité » ou « Vieux Monastère », selon les étymologies, elle sera ensuite nommée « Ar Yeoded » en breton, Le Yaudet en français.
À tort semble-t-il, certains historiens, à la suite de Le Baud, ont voulu voir dans Le Yaudet l'ancienne Lexovie (Lexobie) alors qu'il s'agit très probablement de Lisieux.

### Un site occupé dès laPréhistoire
Le site a été habité dès le Néolithique, puis à l'âge du bronze même si les traces qui en sont conservées sont ténues. Deux fours de l'Âge du fer ont été retrouvés par les archéologues. Les traces des premières maisons véritablement retrouvées datent du Ier siècle de notre ère. Un village de quelques centaines d'habitants occupait alors le plateau au sud, surplombant le port, et la population transformera la Pointe en éperon barré. Les hommes bâtirent un rempart fait de terre et de pierre de type murus gallicus, allant des rochers de Beaumanoir, dominant la baie de la Vierge, jusqu'à la pointe rocheuse qui descendait vers le port.

### Antiquité

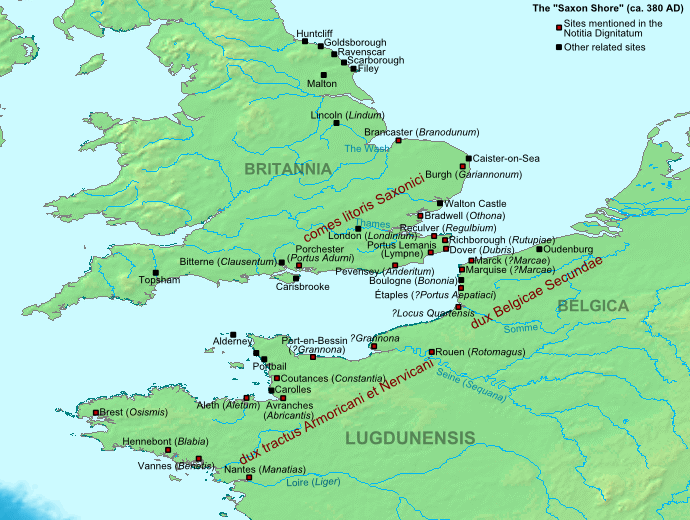
La fortification du Yaudet relève peut-être du Tractus Armoricanus mis en place par l'empire romain.

Le port était alors actif si l'on en juge par les monnaies retrouvées sur le site et qui prouvent des échanges commerciaux avec les Abrincates, les Osismes et les Coriosolites ; on y a même trouvé des monnaies carthaginoises. Puis l'occupation romaine facilite des échanges commerciaux avec l'Italie. Une garnison romaine s'installe jusqu'au IVe siècle. Une borne milliaire retrouvée à proximité (et désormais intégrée dans le mur de l'enclos paroissial de l'église de Ploulec'h) prouve que Le Yaudet était relié au réseau des voies romaines de l'époque.
Jules César a écrit que les peuples de l'Armorique « avaient pour habitude en bâtissant leurs forteresses et leurs villages, de choisir les extrémités des langues de terre et des promontoires, de manière qu'elles fussent inaccessibles aux troupes de terre à la marée montante, ce qui arrive deux fois dans l'espace de douze heures, et inabordables aux navires qui s'abimaient dans les sables à marée basse ».
La fouille effectuée a mis au jour une fortification (édifiée sur les ruines d'un rempart gaulois) datant de la fin du IIIe siècle, à une époque troublée, des pirates venus des rivages de la mer du Nord ou d'Irlande menaçant alors la péninsule armoricaine.
Le Yaudet est aussi à l'époque un port de pêche : un mur de pierres subsiste partiellement barrant la baie de la Vierge dont l'usage était, sans doute, de piéger le poisson à marée descendante ou de faire tourner un petit moulin à marée. D'abondants vestiges de cultures en bandes étroites montrent en effet que le sommet du promontoire fut exploité entre le Ve et le XIe siècle par des communautés d´agriculteurs.
La légende raconte qu'Enora, la chaste épouse de saint Efflam, partie à sa recherche en Armorique, vit son esquif de cuir échouer dans la baie de la Vierge, retenu par les pierres en fermant l'entrée à marée descendante. Un monastère fut dès lors fondé à cet endroit. Il n'y subsistera que du Ve au VIIIe siècle. Cette légende est à l'origine du récit qui fait du Yaudet le siège du premier évêché du Trégor (bien avant Tréguier) dès 169, le premier évêque se nommant Gwenalus (ou Guennaleus), mais ce récit est semi-légendaire, aucune preuve historique ne le confirmant.
Un mur de pierres percé de portes d'accès est encore visible : c'est la trace du rempart construit pour protéger les habitants des attaques saxonnes puis vikings, ces derniers brûlant le village en 826 [réf. nécessaire]. Des habitants reviennent toutefois occuper encore le site jusqu'au XIIe siècle.

### Le Moyen Âge et l'abandon progressif
Dès la période romaine, Lannion évince peu à peu Le Yaudet de sa fonction de port du Léguer. Le Yaudet fut toutefois encore la capitale du pagus Civitatis, un pagus de la Domnonée.
Le Yaudet, alors dénommé Cos-Guéodet (Coz-Yaudet) fut, au sein de l'évêché de Tréguier, le chef-lieu de l'archidiaconé de Pou-Castel, lequel comprenait 29 paroisses et 10 trèves (Botsorhel ; Garlan ; Guerlesquin ; Guimaëc ; Le Ponthou ; Plestin et Trémel, sa trève ; Plouaret-Vieux-Marché ; Ploubezre ; Plouégat-Guérand ; Plouezoc'h ; Plougasnou et Saint-Jean-du-Doigt, sa trève ; Plougonven et Saint-Eutrope, sa trève ; Plougonver et Chapel-Nevez, sa trève ; Plougras, avec Loguivy-Plougras et Lohuec, ses trèves ; Ploujean ; Plouigneau et Lanneanou, sa trève ; Ploulec'h ; Ploumilliau et Kéraudy, sa trève ; Plounérin ; Plounévez-Moëdec ; Plourin et Le Cloître, sa trève ; Plouzélambre ; Plufur ; Saint-Mathieu de Morlaix ; Saint-Melaine de Morlaix ; Saint-Michel-en-Grève ; Trédrez et Locquémeau, sa trève ; Tréduder.
À partir du XIIIe siècle, le site est progressivement déserté au profit des sites de Ploulec'h (la commune dont dépend Le Yaudet) et de Lannion ; il est totalement abandonné au XVIe siècle.

## Monuments et sites

### La chapelle Notre-Dame du Yaudet
Construite sur les fondations d'un ancien temple romain, une première chapelle fut construite au XIe siècle et détruite en 1855. La chapelle actuelle fut achevée en 1861, mais elle conserve certains éléments de la chapelle antérieure dont le clocher-mur et la tourelle d'accès de style Beaumanoir et un retable du XVIIe siècle représentant une Vierge couchée allaitant l'Enfant Jésus, représentation rare dans laquelle certains voient une survivance de la déesse Cybèle qui était fréquemment représentée ainsi. D'autres y voient une influence du culte d'Isis ou une résurgence des croyances préhistoriques en une Déesse-Mère, d'autant plus que la tradition était de célébrer en ce lieu une messe solennelle chaque premier mai à minuit, date qui correspond à la fête celte de Beltaine.

« Cette chapelle qui, dans un acte de 1483, était encore appelée « l'église de la Vieille-Cité », comprenait deux nefs séparées par six grandes arcades et un clocher ; elle a été complètement démolie et remplacée par un monument neuf en 1860 ; on a conservé dans le nouvel édifice les portes du XVe siècle avec arcs en accolade provenant de l'ancienne chapelle. Dans le chœur est le curieux groupe de la Vierge couchée ; c'est un retable placé dans une sorte d'alcôve rectangulaire, située entre deux niches en plein cintre encadrées de colonnes à chapiteaux corinthiens et surmontées de frontons en plein cintre ornés de guirlandes ; ces niches renferment les statues de sainte Anne et de saint Joachim. La Vierge et l'Enfant sont allongés dans un lit recouvert de dentelles, seules leurs têtes  émergent des draperies; à droite, an pied du lit, est assis un personnage qui a été identifié par certains auteurs comme étant le prophète Isaïe ; la scène étant une représentation évidemment assez originale de la Nativité, il se pourrait qu'il représentât saint Joseph, comme l'affirment d'autres archéologues. À notre avis toutefois, il ne peut s'agir là que de Dieu le Père, en raison de ce qu'il porte la couronne et le sceptre et se trouve dans la pose hiératique du Père Éternel des Trinités bretonnes; mais surtout, croyons-nous, du fait de la présence du Saint-Esprit voletant au-dessus du lit sous forme de colombe : on aurait ainsi dans cette scène curieuse une représentation naïve à la fois de la Nativité et de la Trinité. »

— Pierre Barbier, « Le Trégor historique et monumental. Étude historique et archéologique sur l'ancien évêché de Tréguier », Saint-Brieuc, Les Presses Bretonnes, 1960, p. 211-215, 316-323
La chapelle est au milieu d'un enclos paroissial. Un Pardon annuel est organisé et la chapelle est aussi un lieu de pèlerinage à la « Vierge couchée » (nombreux ex-votos).
En novembre 2012, Nolwenn Leroy a tourné son clip "Juste pour me souvenir" dans la chapelle du Yaudet.

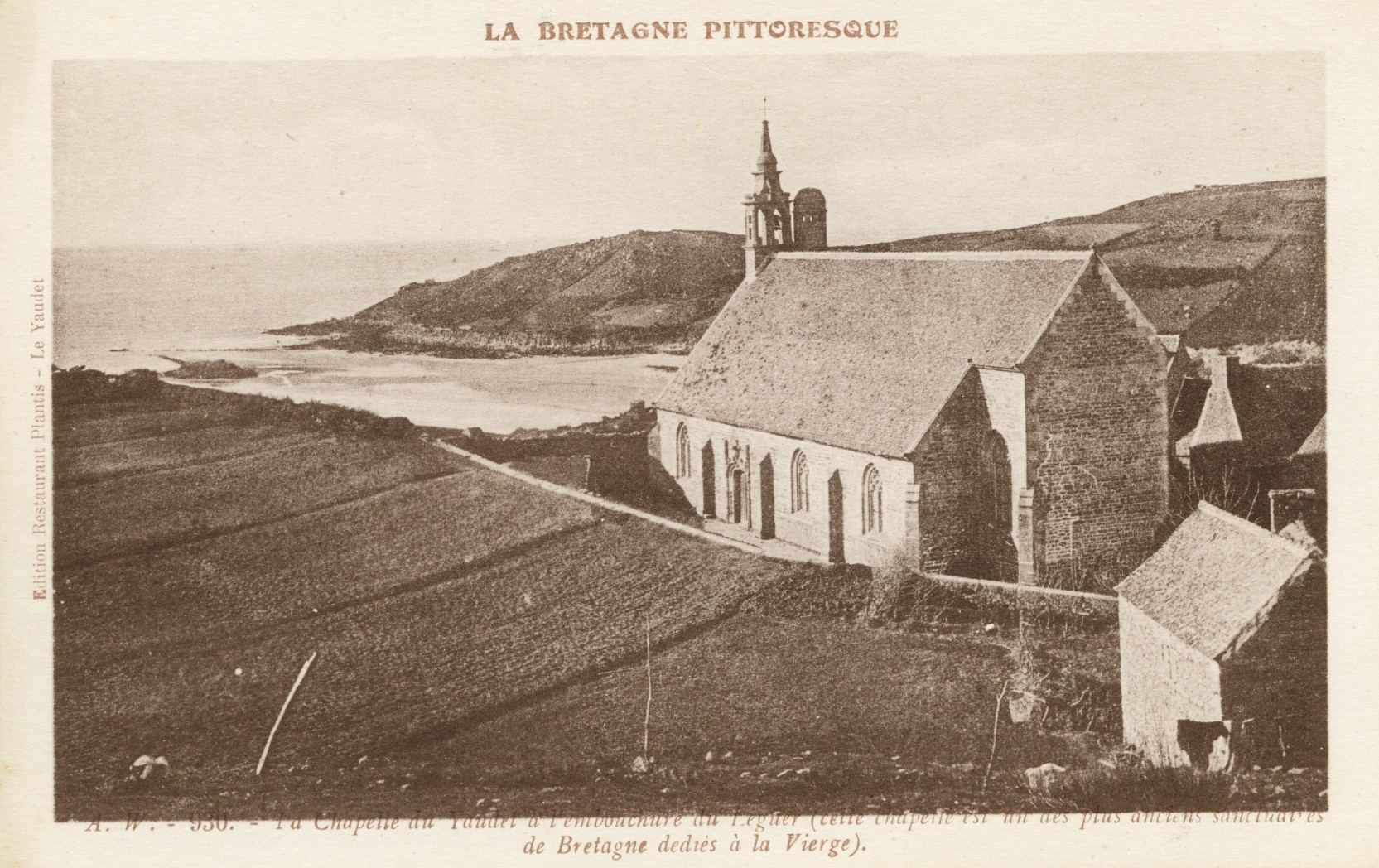
Carte postale (v. 1915), archives départementales des Côtes-d'Armor.
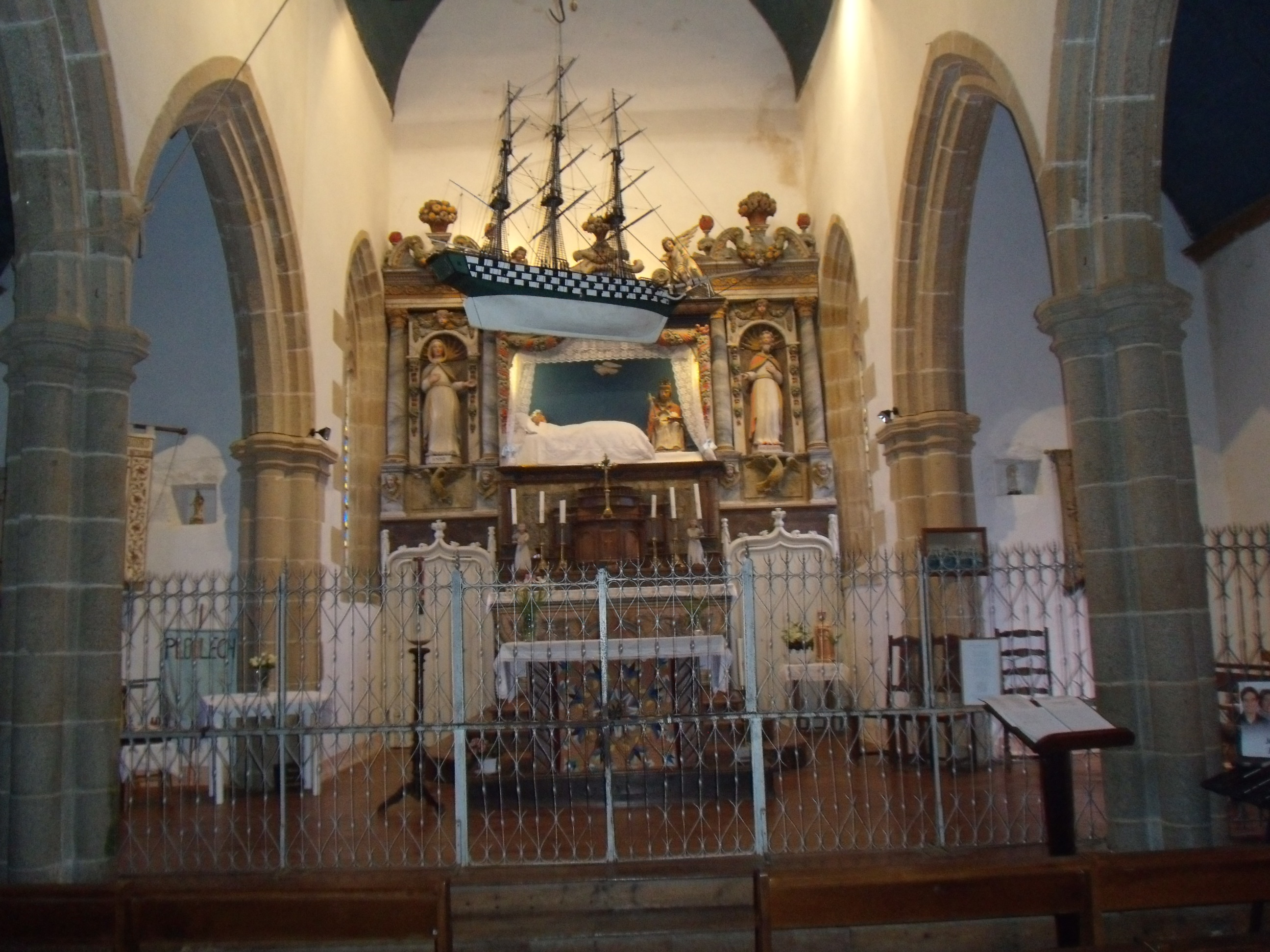
La Vierge couchée.

### Autres monuments et sites
- Les « rochers  du château » : c'est une plate-forme granitique qui domine le site et offre une vue exceptionnelle sur les paysages avoisinants. C'était un poste de guet par le passé.
- « Feunten Goz » : fontaine très ancienne qui a permis aux communautés humaines installées là d'avoir de l'eau douce en abondance.